# Николаев, Пётр Алексеевич
Пётр Алексе́евич Никола́ев (24 октября 1924, Огарёво, Пензенская губерния — 9 мая 2007, Москва) — советский и российский литературовед, специалист в области теории литературы, методологических проблем реализма; истории эстетики и литературоведения. Исследователь истории русской литературы XIX века и советской литературы. Член-корреспондент АН СССР (РАН) (1984).

## Биография
Участник Великой Отечественной войны. После контузии работал военруком в школе. Поступил в Харьковский университет, затем при помощи профессора Белецкого перевёлся на филологический факультет МГУ им. М. В. Ломоносова, который окончил в 1949 году. Окончил аспирантуру МГУ по кафедре истории русской литературы (1952).
С 1952 года работал в МГУ, в 1953 году защитил кандидатскую диссертацию «Литературно-эстетические взгляды Н. Г. Чернышевского и особенности его реалистического мастерства как писателя», в 1968 году — докторскую диссертацию «Теоретические проблемы марксистского литературоведения в России. Доленинский этап: методология, эстетика, социология литературы, реализм». Профессор (1969). Старший научный сотрудник ИМЛИ АН СССР (1969—1980). Заведующий кафедрой теории литературы филологического факультета МГУ (1977—1996).
Член Комитета славистов при АН СССР. Член президиума Научно-технического совета Минвуза СССР и экспертной комиссии Минвуза; член Научного совета Бюро СМ СССР по социальному развитию. И. о. академика-секретаря Отделения литературы и языка, член Президиума АН СССР (1986—1988). Председатель Научного совета АН СССР «Теория и методология литературоведения и искусствознания», заместитель председателя Научного совета по проблемам русской культуры; член Бюро Научного совета по проблеме «Закономерности развития мировой литературы в современную эпоху». Председатель комиссии АН СССР по истории филологических наук; председатель комиссии по связям АН СССР с высшей школой в области филологических наук, председатель Совета по координации научной деятельности ОЛЯ АН СССР. Председатель комиссии по премиям им. В. Г. Белинского, член комиссии по премиям им. А. С. Пушкина АН СССР. Президент МАПРЯЛ (1986—1991). Выступал официальным оппонентом по 38 кандидатским и 20 докторским диссертациям.
Участвовал в работе над изданиями «Развитие реализма в русской литературе» (тт. 1—3, 1972) и «История русской литературы XI—XX вв.: краткий очерк» (1983); редактор изданий: «Введение в литературоведение: хрестоматия» (1979; 2-е изд. 1988), «Русская литература XIX в.: хрестоматия литературоведческих материалов» (1984), «Литературный энциклопедический словарь» (1987; совм. с В. М. Кожевниковым), «Русские писатели (1800—1917): биобиблиографический словарь» (тт. 1—2, 1990), «Русские писатели 1800—1917» (тт. 1—5, 1989—2007) и др.; главный редактор журнала «Филологические науки» (1972—2007). Член редколлегии издания «История всемирной литературы», Т. 8 (1994); входил в состав редакционных коллегий и советов журналов «Известия РАН. Серия литературы и языка», «Общественные науки», «Современная высшая школа», «Русский язык за рубежом», «Новый мир», «Мир и я» (США).
Литературовед Л. А. Финк вспоминал: «Из всех моих знакомых литературоведов Петр Николаев казался мне самым ярким и талантливым. Он всегда отличался высокопрофессиональной памятью — читал наизусть (в 70-е годы!) „Реквием“ Ахматовой, внушительные циклы стихов Бродского, пересказывал повести из журнала „Континент“. Так я впервые узнал от него о русском зарубежье, о самиздате. Он расширял мои знания литературы и одновременно углублял её понимание. <…> Петр Николаев — высокоэрудированный и очень последовательный знаток марксистской литературной науки. Во избежание всяких неясностей должен сказать, что никакие современные нигилистические вихри не поколебали ни его, ни моих убеждений. Утверждаю, что литературоведение многим обязано марксизму, и, прежде всего тем, что путь к истине открыла только диалектика. Я так думал ещё до встречи с Петром Николаевым, а он меня окончательно в этом убедил. Я пошел за ним и потому, что литературный процесс он знает намного лучше меня. Трудолюбие и основательность крестьянина из российской глубинки в нём сочетаются с обаянием подлинной интеллигентности. В беседе он неотразим — и увлекает и убеждает».
Похоронен в Москве на Троекуровском кладбище.

## Основные работы
- «Эстетика и литературные теории Г. В. Плеханова» (М., 1968);
- «Возникновение марксистского литературоведения в России: методология, проблемы реализма» (М., 1970);
- «Реализм как творческий метод: историко-теоретические очерки» (М., 1975);
- «История русского литературоведения» (М., 1980; в соавт. с И. К. Горским, А. Л. Гришуниным и А. С. Куриловым),
- «Марксистско-ленинское литературоведение» (М., 1983);
- «Историзм в художественном творчестве и в литературоведении» (М., 1983);
- «Советское литературоведение и современный литературный процесс» (М., 1987);
- «Культура как фактор национальной безопасности России: эмоциональные заметки» (М., 2001);
- «Культура как фактор национальной безопасности» (М., 2007)
- Мемуарный калейдоскоп. — М.: Русский импульс, 2008. — ISBN 5-902525-24-1.

## Звания и награды
Заслуженный профессор МГУ (1997). Был награждён орденами «Отечественной войны» II степени, «Дружбы народов», Почёта и медалями. Лауреат Ломоносовской премии МГУ (1984).